# PositivDate.com
PositivDate est un site internet de rencontres et d'information pour les francophones atteints d'IST (infection sexuellement transmissible) ou MST. Ce projet appartient à la société Linkiic limited créée par deux Français installés au Royaume-uni. Linkiic est une entreprise se positionnant sur le créneau d'entrepreneur social qui a pour objectif d'apporter des solutions à des problèmes pressants de la société et à soutenir des communautés en besoin. PositivDate est donc un site commercial qui supporte les personnes atteintes d'une IST avec une section informative, un forum où les membres peuvent échanger leurs idées et expériences.
Positivdate est surtout un site de rencontres 100 % anonyme qui offre des outils comme le Chat,la messagerie, les recherches avancées qui permettront aux membres de communiquer en toute sérénité.
Linkiic limited reversera une partie de ses bénéfices à une association luttant contre les ISTs. 

## Historique
Ce service de rencontre sur Internet dédié aux francophones atteints par des ISTs (VIH, Syphilis, Herpès, Hépatite...) a été créé en 2010 et lancé officiellement le 10 mars 2012. L’idée est partie du constat suivant : une personne atteinte d'une IST peut avoir des difficultés à faire des rencontres romantiques ajoutant à cela la peur d'être rejetée. Les fondateurs expliquent qu'ils ont un ami avec une IST, qui a connu de multiples rejets à chaque fois qu'il annonçait son infection. En 2008, cet ami trouve un site anglo-saxon de rencontres pour les personnes atteintes d'IST et cela lui réussit.  